# Chazelles-sur-Lyon
Chazelles-sur-Lyon ist eine französische Gemeinde mit 5.507 Einwohnern (Stand: 1. Januar 2022) im Département Loire in der Region Auvergne-Rhône-Alpes. Sie gehört zum Arrondissement Montbrison und zum Kanton Feurs. Die Einwohner werden Chazellois(es) genannt.

## Geografie
Chazelles-sur-Lyon liegt in der Ebene von Forez. Die Coise, ein Nebenfluss der Loire, bildet die südliche Gemeindegrenze. An der Nordgrenze verläuft der Anzieux, im Osten und Südosten die Gimond, welche beide in die Coise einmünden. Umgeben wird Chazelles-sur-Lyon von den Nachbargemeinden Viricelles im Norden, Grézieu-le-Marché im Nordosten, Pomeys und Saint-Symphorien-sur-Coise im Osten, Chevrières im Südosten, Saint-Médard-en-Forez im Süden, Saint-Galmier im Südwesten, Bellegarde-en-Forez im Westen und Maringes im Nordwesten.

## Geschichte
Die legendenumwobene Gründung geht auf den Grafen Guigues II. von Forez und Lyonnais (auch Guigues II. d’Albon) zurück, der 1148 der Gemeinde den Namen Chazelles-sur-Lyon gegeben haben soll.

## Bevölkerungsentwicklung
| Jahr                       | 1962 | 1968 | 1975 | 1982 | 1990 | 1999 | 2006 | 2017 |
| -------------------------- | ---- | ---- | ---- | ---- | ---- | ---- | ---- | ---- |
| Einwohner                  | 5717 | 5546 | 5360 | 5021 | 4895 | 4801 | 5041 | 5357 |
| Quellen: Cassini und INSEE |      |      |      |      |      |      |      |      |

## Sehenswürdigkeiten
- Atelier-Musée du Chapeau, Hutmuseum, als Musée de France qualifiziert, auf dem Gelände der ehemaligen Hutfabrik Fléchet, Monument historique

## Persönlichkeiten
- Maurice Courage (1926–2021), Diplomat
- Alexandre Séon (1855–1917), Maler
- Alain Rousset (* 1951), Politiker